# Liste der Stolpersteine in Düren
Die Liste der Stolpersteine in Düren enthält die Stolpersteine, die im Rahmen des gleichnamigen Projekts von Gunter Demnig in Düren verlegt wurden. Mit ihnen soll Opfern des Nationalsozialismus gedacht werden, die in Düren lebten und wirkten.
Die 10 cm × 10 cm × 10 cm großen Stolpersteine sind als Betonquader mit Messingtafel in den Bürgersteig vor den Häusern eingelassen, in denen die Opfer ihren – oftmals nicht selbst bestimmten – letzten Wohnsitz hatten. Die Aufschriften informieren über ihren Namen, ihr Alter und ihr Schicksal. Die Steine dienen dem Gedenken an die Opfer der nationalsozialistischen Gewaltherrschaft und den Holocaust.
In Echtz liegen Stolpersteine für die am 18. Juni 1941 polnischen Zwangsarbeiter Walenty Piotrowski (geb. 1904) und Franczisek Wysocki (geb. 1909), die 1941 wegen Rassenschande öffentlich hingerichtet worden sind. Die Stolpersteine wurden am 6. November 2017 durch Gunter Demnig und den Dürener Service Betrieb im Haarweg in Düren eingesetzt.

## Verlegte Stolpersteine
| Adresse                                                    | Verlegedatum  | Person, Inschrift | Bild | Anmerkung |
| ---------------------------------------------------------- | ------------- | --- | --- | --- |
| Aachener Straße 57, Düren ·                                | 8. Sep. 2007  | Hier wohnte Erich Heumann Jg. | Bild gesucht Die Wikipedia wünscht sich an dieser Stelle ein Bild vom Ort mit diesen Koordinaten 50.87614 6.42198 . Motiv: Stolperstein für Erich Heumann Falls du dabei helfen möchtest, erklärt die Anleitung , wie das geht. BW                        | Erich Heumann wurde am 08.10.1912 als Sohn von Max Heumann (*26.02.1876) und Paula Heumann, geb. Baum (*12.03.1874) in Düren geboren, er hatte zwei Brüder: Kurt (*24.11.1914) und Josef (*1907 in Düren, †27.08.1911 in Düren). Er heiratete Isa Kargauer, zwei Kinder sind bekannt: Max Enoch (*24.12.1939 in Amsterdam, am 29.10.1942 in Auschwitz ermordet) und Rudolf (*30.01.1942 in Amsterdam, am 29.10.1942 in Auschwitz ermordet). Erich emigrierte am 27.07.1933 in die Niederlande, wurde dann am 07.10.1942 in Westerbork interniert. Von dort aus wurde er am 26.10.1942 ins KZ Auschwitz deportiert, wo er am 28.02.1943 für tot erklärt wurde. |
| Aachener Straße 57, Düren ·                                | 8. Sep. 2007  | Hier wohnte Kurt Heumann Jg. | Bild gesucht Die Wikipedia wünscht sich an dieser Stelle ein Bild vom Ort mit diesen Koordinaten 50.87614 6.42198 . Motiv: Stolperstein für Kurt Heumann Falls du dabei helfen möchtest, erklärt die Anleitung , wie das geht. BW                         | Kurt Heumann wurde am 24.11.1914 als Sohn von Max Heumann (*26.02.1876) und Paula Heumann, geb. Baum (*12.03.1874) in Düren geboren, er hatte zwei Brüder: Erich (*08.10.1912) und Josef (*1907 in Düren, †27.08.1911 in Düren). Möglicherweise war er (1942) mit Lina Schwarz (*24.05.1905) verheiratet. Max wurde am 10.11.1938 inhaftiert und ins KZ Buchenwald verbracht, 1942 erfolgte ab Düren eine Deportation „in den Osten“, wo er verschollen ist. |
| Aachener Straße 57, Düren ·                                | 8. Sep. 2007  | Hier wohnte Max Heumann Jg. | Bild gesucht Die Wikipedia wünscht sich an dieser Stelle ein Bild vom Ort mit diesen Koordinaten 50.87614 6.42198 . Motiv: Stolperstein für Max Heumann Falls du dabei helfen möchtest, erklärt die Anleitung , wie das geht. BW                          | Max „Meyer“ Heumann wurde am 26.02.1876 als Sohn von Joseph Heymann und Carolina Frank in Gey geboren. Er heiratete Paula Baum (*12.03.1874), aus der Ehe gingen drei Kinder hervor: Erich (*08.10.1912), Kurt (*24.11.1914) und Josef (*1907 in Düren, †27.08.1911 in Düren). Max wurde am 25.07.1942 vom Sammellager Villa Buth (bei Jülich) ab Düsseldorf mit dem Transport VII/2, Nr. 188 ins Ghetto Theresienstadt verbracht, von dort aus am 21.09.1942 mit dem Transport Bp, Nr. 1220 ins Vernichtungslager Treblinka deportiert, wo er – wie alle anderen Insassen dieses Transports – ermordet wurde. |
| Aachener Straße 57, Düren ·                                | 8. Sep. 2007  | Hier wohnte Paula Heumann geb. Baum Jg. | Bild gesucht Die Wikipedia wünscht sich an dieser Stelle ein Bild vom Ort mit diesen Koordinaten 50.87614 6.42198 . Motiv: Stolperstein für Paula Heumann Falls du dabei helfen möchtest, erklärt die Anleitung , wie das geht. BW                        | Paula Baum wurde am 12.03.1874 in Esch geboren. Sie heiratete Max Heumann (*26.02.1876), aus der Ehe gingen drei Kinder hervor: Erich (*08.10.1912), Kurt (*24.11.1914) und Josef (*1907 in Düren, †27.08.1911 in Düren). Paula wurde am 25.07.1942 vom Sammellager Villa Buth (bei Jülich) ab Düsseldorf mit dem Transport VII/2, Nr. 189 ins Ghetto Theresienstadt verbracht, von dort aus am 21.09.1942 ins Vernichtungslager Treblinka deportiert, wo sie ermordet wurde. |
| Alte Jülicher Straße 9, Düren ·                            | 15. Dez. 2006 | Hier wohnte Alfred Berlin Jg. | Bild gesucht Die Wikipedia wünscht sich an dieser Stelle ein Bild vom Ort mit diesen Koordinaten 50.8117 6.47808 . Motiv: Stolperstein für Alfred Berlin Falls du dabei helfen möchtest, erklärt die Anleitung , wie das geht. BW                         | Alfred Berlin wurde am 30.01.1902 als Sohn von Marcus Berlin und Bertha Horn in Düren geboren, zwei Geschwister sind bekannt: Alfred (*30.01.1902) und Wilhelmine (Mina) (*19.12.1898). Alfred heiratete am 13.10.1933 in Düren Erna Daniel (*13.09.1911), Kinder sind nicht bekannt. Am 10.11.1939 wurde er ins KZ Buchenwald verbracht und später zu einem unbekannten Ort deportiert, am 10.09.1942 wurde er für tot erklärt. |
| Alte Jülicher Straße 9, Düren ·                            | 15. Dez. 2006 | Hier wohnte Erna Berlin Jg. | Bild gesucht Die Wikipedia wünscht sich an dieser Stelle ein Bild vom Ort mit diesen Koordinaten 50.8117 6.47808 . Motiv: Stolperstein für Erna Berlin Falls du dabei helfen möchtest, erklärt die Anleitung , wie das geht. BW                           | Erna Daniel wurde am 13.09.1911 als Tochter von Abraham Daniel und Rosa Wolf in Drove geboren. Sie heiratete am 13.10.1933 in Düren Alfred Berlin (*30.01.1902), Kinder sind nicht bekannt. Im Jahr 1942 wurde sie zu einem unbekannten Ort deportiert, am 31.12.1942 wurde sie für tot erklärt. |
| Alte Jülicher Straße 9, Düren ·                            | 15. Dez. 2006 | Hier wohnte Josef Berlin Jg. | Bild gesucht Die Wikipedia wünscht sich an dieser Stelle ein Bild vom Ort mit diesen Koordinaten 50.8117 6.47808 . Motiv: Stolperstein für Josef Berlin Falls du dabei helfen möchtest, erklärt die Anleitung , wie das geht. BW                          | Josef Berlin wurde am 10.05.1911 als Sohn von Marcus Berlin und Bertha Horn in Düren geboren, zwei Geschwister sind bekannt: Alfred (*30.01.1902) und Wilhelmine (Mina) (*19.12.1898). Josef heiratete Selma Kahn (*06.02.1909), Kinder sind nicht bekannt. Am 10.11.1939 wurde er ins KZ Buchenwald verbracht, von dort aus im Jahr 1942 ins Ghetto Riga deportiert, wo er für tot erklärt wurde. |
| Alte Jülicher Straße 9, Düren ·                            | 15. Dez. 2006 | Hier wohnte Selma Berlin Jg. | Bild gesucht Die Wikipedia wünscht sich an dieser Stelle ein Bild vom Ort mit diesen Koordinaten 50.8117 6.47808 . Motiv: Stolperstein für Josef Berlin Falls du dabei helfen möchtest, erklärt die Anleitung , wie das geht. BW                          | Selma Kahn wurde am 06.02.1909 in Kirchheim geboren, sie heiratete Josef Berlin (*10.05.1911), Kinder sind nicht bekannt. Selma wurde im Jahr 1942 ins Ghetto Litzmannstadt deportiert, wo sie für tot erklärt wurde. |
| Alte Jülicher Straße 9, Düren ·                            | 4. Nov. 2017  | Hier wohnte August Kaufmann Jg. 1889 deportiert 1942 ermordet im KZ Auschwitz                                                                          | Bild gesucht Die Wikipedia wünscht sich an dieser Stelle ein Bild vom Ort mit diesen Koordinaten 50.8117 6.47808 . Motiv: Stolperstein für August Kaufmann Falls du dabei helfen möchtest, erklärt die Anleitung , wie das geht. BW                       | August Kaufmann wurde am 28.06.1889 als Sohn von Emanuel Kaufmann und Helena Rubens in Gerderhahn geboren. Er heiratete am 27.03.1922 in Düren Wilhelmine (Mina) Berlin (*19.12.1898), aus der Ehe ging ein Sohn hervor: Walter (*20.01.1924). August wurde am 10.11.1938 inhaftiert und ins KZ Buchenwald verbracht. Nach seiner Freilassung emigrierte er nach Belgien, 1942 wurde August ins KZ Auschwitz deportiert, wo er für tot erklärt wurde. |
| Alte Jülicher Straße 9, Düren ·                            | 4. Nov. 2017  | Hier wohnte Walter Kaufmann Jg. 1924 deportiert 1942 verschollen                                                                                       | Bild gesucht Die Wikipedia wünscht sich an dieser Stelle ein Bild vom Ort mit diesen Koordinaten 50.8117 6.47808 . Motiv: Stolperstein für Walter Kaufmann Falls du dabei helfen möchtest, erklärt die Anleitung , wie das geht. BW                       | Walter Kaufmann wurde am 20.01.1924 als Sohn von August Kaufmann (*28.06.1889) und Wilhelmine Kaufmann, geb. Berlin (*19.12.1898) in Erkelenz geboren. Walter wurde im Jahr 1942 an einen unbekannten Ort deportiert, sein weiteres Schicksal ist unbekannt. |
| Alte Jülicher Straße 9, Düren ·                            | 4. Nov. 2017  | Hier wohnte Wilhelmine (Mina) Kaufmann geb. Berlin Jg. 1898 deportiert 1942 ermordet im KZ Auschwitz                                                   | Bild gesucht Die Wikipedia wünscht sich an dieser Stelle ein Bild vom Ort mit diesen Koordinaten 50.8117 6.47808 . Motiv: Stolperstein für Wilhelmine (Mina) Kaufmann Falls du dabei helfen möchtest, erklärt die Anleitung , wie das geht. BW            | Wilhelmine (Mina) Berlin wurde am 19.12.1898 als Tochter von Marcus Berlin und Bertha Horn in Vettweiß geboren, zwei Brüder sind bekannt: Josef (*10.05.1911) und Alfred (*30.01.1902). Mina heiratete am 27.03.1922 in Düren August Kaufmann (*28.06.1889), aus der Ehe ging ein Sohn hervor: Walter (*20.01.1924). Mina wurde 1942 ins KZ Auschwitz deportiert, wo sie für tot erklärt wurde. |
| Alte Jülicher Straße 27, Düren ·                           | 18. Okt. 2008 | Hier wohnte Emilie Gordon Jg. | Bild gesucht Die Wikipedia wünscht sich an dieser Stelle ein Bild vom Ort mit diesen Koordinaten 50.81227 6.47781 . Motiv: Stolperstein für Emilie Gordon Falls du dabei helfen möchtest, erklärt die Anleitung , wie das geht. BW                        | Emilie Gordon wurde am 07.02.1898 als Tochter von Philipp Gordon und Emma Cahen in Düren geboren, sie hatte fünf Geschwister, bekannt ist: Hermann (*08.09.1903). Emilie wurde im Juni 1943 (der genaue Zeitpunkt ist strittig) ins Ghetto Izbica deportiert und wurde für tot erklärt. Lt. der Geschichtswerkstatt Düren war sie – wie ihre Schwägerin Martha (*21.07.1922) – zuvor im Sammellager Gerstenmühle untergebracht. |
| Alte Jülicher Straße 27, Düren ·                           | 18. Okt. 2008 | Hier wohnte Emma Gordon geb. Cahen Jg. | Bild gesucht Die Wikipedia wünscht sich an dieser Stelle ein Bild vom Ort mit diesen Koordinaten 50.81227 6.47781 . Motiv: Stolperstein für Emma Gordon Falls du dabei helfen möchtest, erklärt die Anleitung , wie das geht. BW                          | Emma Cahen wurde am 21.07.1871 als Tochter von Joseph Cahen und Emilie Daniel in Forbach geboren. Sie heiratete Philipp Gordon (*14.06.1895, †29.11.1933), sechs Kinder gingen aus der Ehe hervor – bekannt sind: Hermann (*08.09.1903) und Emilie (07.02.1898). Emma wurde am 25.07.1942 mit dem Transport VII/2 von Düsseldorf ins Ghetto Theresienstadt deportiert, sie verstarb dort im September 1942. |
| Alte Jülicher Straße 27, Düren ·                           | 18. Okt. 2008 | Hier wohnte Hermann Gordon Jg. | Bild gesucht Die Wikipedia wünscht sich an dieser Stelle ein Bild vom Ort mit diesen Koordinaten 50.81227 6.47781 . Motiv: Stolperstein für Hermann Gordon Falls du dabei helfen möchtest, erklärt die Anleitung , wie das geht. BW                       | Hermann Gordon wurde am 08.09.1903 in Düren als Sohn von Philipp Gordon und Emma Cahen in Düren geboren, er hatte fünf Geschwister, bekannt ist: Emilie (*07.02.1898). Hermann heiratete Martha Roer (*21.07.1922), Kinder sind nicht bekannt. Am 10.11.1938 wurde Hermann inhaftiert und in das KZ Buchenwald verbracht. Lt. dieser Quelle wurde er im Jahr 1942 aus Düren deportiert, lt. dieser Quelle geschah dies schon im Jahr 1941, lt. beider Quellen wurde er für tot erklärt. |
| Alte Jülicher Straße 27, Düren ·                           | 18. Okt. 2008 | Hier wohnte Martha Gordon geb. Roer Jg. | Bild gesucht Die Wikipedia wünscht sich an dieser Stelle ein Bild vom Ort mit diesen Koordinaten 50.81227 6.47781 . Motiv: Stolperstein für Martha Gordon Falls du dabei helfen möchtest, erklärt die Anleitung , wie das geht. BW                        | Martha Roer wurde am 21.07.1922 als Tochter von Julius Roer und Selma Leiser in Kreuzau geboren, sie heiratete Hermann Gordon (*08.09.1903), Kinder sind nicht bekannt. Lt. dieser Quelle ist die Heirat mit Hermann Gordon (*08.09.1903) nicht eindeutig geklärt, hier wird berichtet, dass Martha im Sammellager Gerstenmühle untergebracht war, zu Zwangsarbeit bei den Marmorwerken Raffo gezwungen wurde und – zu einem unbekannten Zeitpunkt – „in den Tod deportiert“ wurde. |
| Alte Jülicher Straße 27, Düren ·                           | 18. Okt. 2008 | Hier wohnte Philipp Josef Gordon Jg. | Bild gesucht Die Wikipedia wünscht sich an dieser Stelle ein Bild vom Ort mit diesen Koordinaten 50.81227 6.47781 . Motiv: Stolperstein für Philipp Josef Gordon Falls du dabei helfen möchtest, erklärt die Anleitung , wie das geht. BW                 | Philipp Josef Gordon wurde am 02.04.1935 als Sohn von Max Gordon (*24.04.1899, †22.11.1953 in San Jose, USA) und Frieda Meyer (*27.02.1903, †28.10.1981 in San Jose, USA) geboren. Im Gegensatz zu seinen Eltern erhielt er – wegen eines Augenleidens – kein Visum für die USA und blieb als Pflegekind bei Hermann Gordon (*08.09.1903) in Düren zurück. Im Jahr 1942 wurde er in den Osten deportiert und für tot erklärt. |
| Am Adenauerpark (früher Bergstr.) 44, Düren ·              | 15. Dez. 2006 | Hier wohnte Berta Roer Jg. | Bild gesucht Die Wikipedia wünscht sich an dieser Stelle ein Bild vom Ort mit diesen Koordinaten 50.80273 6.49474 . Motiv: Stolperstein für Berta Roer Falls du dabei helfen möchtest, erklärt die Anleitung , wie das geht. BW                           | Berta Roer |
| Am Adenauerpark (früher Bergstr.) 44, Düren ·              | 15. Dez. 2006 | Hier wohnte Josef Roer Jg. | Bild gesucht Die Wikipedia wünscht sich an dieser Stelle ein Bild vom Ort mit diesen Koordinaten 50.80273 6.49474 . Motiv: Stolperstein für Josef Roer Falls du dabei helfen möchtest, erklärt die Anleitung , wie das geht. BW                           | Josef Roer |
| Am Adenauerpark (früher Bergstr.) 44, Düren ·              | 15. Dez. 2006 | Hier wohnte David Meyer Jg. | Bild gesucht Die Wikipedia wünscht sich an dieser Stelle ein Bild vom Ort mit diesen Koordinaten 50.80273 6.49474 . Motiv: Stolperstein für David Meyer Falls du dabei helfen möchtest, erklärt die Anleitung , wie das geht. BW                          | David Meyer |
| Am Adenauerpark (früher Bergstr.) 44, Düren ·              | 15. Dez. 2006 | Hier wohnte Sara Meyer Jg. | Bild gesucht Die Wikipedia wünscht sich an dieser Stelle ein Bild vom Ort mit diesen Koordinaten 50.80273 6.49474 . Motiv: Stolperstein für Sara Meyer Falls du dabei helfen möchtest, erklärt die Anleitung , wie das geht. BW                           | Sara Meyer |
| Am Pletzerturm gegenüber 6a, (Pletzergasse 42,44), Düren · | 4. Nov. 2017  | Hier wohnte Franz-Nikolaus Hasert Jg. 1898 Im Widerstand / KPD 'Schutzhaft’ 1933 Gefängnis Düren 1940 Sachsenhausen ermordet 16.3.1942                 | Bild gesucht Die Wikipedia wünscht sich an dieser Stelle ein Bild vom Ort mit diesen Koordinaten 50.80247 6.48623 . Motiv: Stolperstein für Franz-Nikolaus Hasert Falls du dabei helfen möchtest, erklärt die Anleitung , wie das geht. BW                | Franz-Nikolaus Hasert wurde am 21.07.1898 in Stolberg geboren, als Beruf wird Glasmacher und Metallarbeiter angegeben. Franz-Nikolaus war zeitweise Vorsitzender der Dürener KPD, er wird in einem Schreiben der Dürener Polizei vom Oktober 1931 als Herausgeber der Kleinzeitung Echo der Freiheit – Organ der Schaffenden von Düren Ost genannt. Im November 1925 wurde er für die KPD in den Kreistag gewählt, später – seit dem 17.11.1929 – war er Stadtverordneter in Düren. Nach einer Hausdurchsuchung am 24.02.1933 wurde er in „Schutzhaft“ genommen (28.02.1933 – 08.03.1933 im Gefängnis Düren, 25.03.1933 – 14.08.1933 in Köln). Am 28.08.1940 wurde Franz-Nikolaus ins KZ Sachsenhausen (Häftlingsnummer 29821, Block 66) deportiert, als Todesdatum wird der 16.03.1942 angegeben. |
| Am Pletzerturm gegenüber 6a, (Pletzergasse 42,44), Düren · | 4. Nov. 2017  | Hier wohnte Johann Reins Jg. 1894 Im Widerstand / KPD 'Schutzhaft’ 19?? Gefängnis Düren 'Aktion ???' Sachsenhausen 1945 Buchenwald ermordet 17.2.1945  | Bild gesucht Die Wikipedia wünscht sich an dieser Stelle ein Bild vom Ort mit diesen Koordinaten 50.80247 6.48623 . Motiv: Stolperstein für Johann Reins Falls du dabei helfen möchtest, erklärt die Anleitung , wie das geht. BW                         | Johann Reins wurde im Jahr 1894 geboren, als Beruf wird Bauarbeiter angegeben. Vom 28.02.1933 bis zum 12.05.1933 wurde er in Schutzhaft genommen; am 22.08.1944 wurde Johann erneut verhaftet und in das KZ Sachsenhausen verbracht. Von dort aus ging es Anfang Februar 1945 weiter ins KZ Buchenwald, wo er am 17.02.1945 ermordet wurde. |
| Birkesdorfer Straße 7, Hoven ·                             | 8. Okt. 2018  | Hier wohnte Frieda Gordon | Bild gesucht Die Wikipedia wünscht sich an dieser Stelle ein Bild vom Ort mit diesen Koordinaten 50.831521 6.441373 . Motiv: Stolpersteine für Frieda Gordon und Henriette Wolff Falls du dabei helfen möchtest, erklärt die Anleitung , wie das geht. BW | |
| Birkesdorfer Straße 7, Hoven ·                             | 28. Mai 2019  | Hier wohnte Henriette 'Hilda' Wolff | | |
| Bonner Straße 8, Düren ·                                   | 18. Okt. 2008 | Hier wohnte Hans Werner Mayer Jg. 1927 Flucht 1938 Holland interniert Westerbork deportiert 1944 Theresienstadt 1944 Auschwitz tot 21.5.1945 in Dachau | Stolperstein für Hans Werner Mayer | Hans Werner Mayer wurde am 28.09.1927 als Sohn des Ehepaares Viktor Mayer (*10.06.1888) und Johanna Hecht (*1900) in Düren geboren, zwei Brüder (Bernd (*05.12.1924) und Leopold (*04.01.1923)) sind bekannt. Hans Werner emigrierte im Jahr 1938 nach Holland und wurde am 04.09.1944 ab Westerbork mit dem Transport XXIV/7, Nr. 468, ins Ghetto Theresienstadt verbracht. Am 29.09.1944 wurde er mit dem Transport El, Nr. 855, ins Vernichtungslager Auschwitz überstellt, am 10.10.1944 wurde er weiter ins KZ Dachau deportiert, wo er am 27.05.1945 (wenige Tage nach der Befreiung des Lagers) verstarb. |
| Bonner Straße 8, Düren ·                                   | 18. Okt. 2008 | Hier wohnte Leopold Mayer Jg. 1921 Flucht 1928 Holland interniert Westerbork deportiert 1944 Theresienstadt                                            | Stolperstein für Leopold Mayer | Leopold Mayer wurde am 04.01.1923 als Sohn des Ehepaares Viktor Mayer (*10.06.1888) und Johanna Hecht (*1900) in Düren geboren, zwei Brüder (Bernd (*05.12.1924) und Hans Werner (*28.09.1927)) sind bekannt. Leopold emigrierte im Jahr 1938 nach Holland und wurde am 04.09.1944 ab Westerbork mit dem Transport XXIV/7, Nr. 468, ins Ghetto Theresienstadt verbracht. Am 29.09.1944 wurde er mit dem Transport El, Nr. 855, ins Vernichtungslager Auschwitz überstellt und weiter ins KZ Dachau deportiert, wo er wenige Tage nach der Befreiung des Lagers verstarb (strittig: Todesort, Todesdatum unbekannt). |
| Bonner Straße 8, Düren ·                                   | 18. Okt. 2008 | Hier wohnte Viktor Mayer Jg. 1888 deportiert 1944 ermordet in Auschwitz                                                                                | Stolperstein für Viktor Mayer | Viktor Mayer wurde am 10.06.1888 als Sohn von David Meyer und Sophie Plaat in Gürzenich geboren, eine Schwester (Henriette *09.05.1890) ist bekannt (für sie wurde in Geldern ein Stolperstein verlegt). Viktor heiratete am 30.04.1922 Johanna Hecht (*1900, †1988 in Israel), aus der Ehe gingen drei Söhne hervor: Bernd (*05.12.1924), Leopold (*04.01.1923) und Hans Werner (*28.09.1927). Viktor wurde am 10.11.1938 verhaftet und in das KZ Buchenwald überführt. Das Ehepaar Meyer emigrierte im Jahr 1939 nach Holland, Viktor wurde am 04.09.1944 ab Westerbork mit dem Transport XXIV/7, Nr. 473, ins Ghetto Theresienstadt deportiert. Am 01.10.1944 ging es mit dem Transport Em, Nr. 706, weiter ins Vernichtungslager Auschwitz, wo er am 03.10.1944 für tot erklärt wurde. Johanna Mayer überlebte den Holocaust, sie wurde im Jahr 1945 aus dem Ghetto Theresienstadt befreit und emigrierte in die USA; sie starb im Jahr 1988 in Israel. |
| Gutenbergstraße 16, Düren ·                                | 8. Sep. 2007  | Hier wohnte Henriette Loew geb. Schweitzer Jg. | Bild gesucht Die Wikipedia wünscht sich an dieser Stelle ein Bild vom Ort mit diesen Koordinaten 50.806686462666 6.4804999516904 . Motiv: Stolperstein für Henriette Loew Falls du dabei helfen möchtest, erklärt die Anleitung , wie das geht. BW        | Henriette Schweitzer wurde am 01.02.1884 als Tochter von Andreas Schweitzer und Theresa Schweitzer, geb. Schmidt in Düren geboren. Sie heiratete am 03.06.1911 in Düren Otto Loew (*02.11.1876), zwei Kinder sind bekannt: Fritz (*09.04.1912) und Hans (*17.07.1915). Henriette und Otto wurden – nach ihrer Internierung im Sammellager Gerstenmühle – im Jahr 1942 ins Ghetto Izbica deportiert, wo beide für tot erklärt wurden (strittig: Diese Quelle berichtet von einer letzten Nachricht aus dem KZ Krasnystaw). |
| Gutenbergstraße 16, Düren ·                                | 8. Sep. 2007  | Hier wohnte Otto Loew Jg. | Bild gesucht Die Wikipedia wünscht sich an dieser Stelle ein Bild vom Ort mit diesen Koordinaten 50.806686462666 6.4804999516904 . Motiv: Stolperstein für Otto Loew Falls du dabei helfen möchtest, erklärt die Anleitung , wie das geht. BW             | Otto Loew wurde am 21.11.1876 als Sohn von Emanuel Loew und Johanna Loew, geb. Goldstüker in Haßloch geboren. Er heiratete am 03.06.1911 in Düren Henriette Schweitzer (*01.02.1884), zwei Kinder sind bekannt: Fritz (*09.04.1912, †18.10.1956 in Medellin) und Hans (*17.07.1915, †11.10.1997 in Medellin). Henriette und Otto wurden – nach ihrer Internierung im Sammellager Gerstenmühle – im Jahr 1942 ins Ghetto Izbica deportiert, wo beide für tot erklärt wurden (strittig: Diese Quelle berichtet von einer letzten Nachricht aus dem KZ Krasnystaw). |
| Haarweg, Echtz ·                                           | 4. Nov. 2017  | Hier gehängt Walenty Piotrowski Jg. 1904 Zwangsarbeiter verhaftet 1941 'Rassenschande' Öffentlich hingerichtet 18.8.1941                               | Stolpersteine für Walenty Piotrowski und Franciszek Wysocki | Walenty Piotrowski wurde am 07.02.1904 in Koryciska (Bezirk Radom) geboren; er war verheiratet. Walenty wurde als Zwangsarbeiter in Düren eingesetzt, ihm wurde von den Nazis vorgeworfen, mit einer deutschen Frau ein Kind gezeugt zu haben. Am 18.06.1941 gegen 7:00 Uhr wurde er - im Beisein aller in den umliegenden Gemeinden eingesetzten Zwangsarbeiter in Düren - in Echtz (gemeinsam mit Franciszek Wysocki) wegen Rassenschande durch Erhängen hingerichtet. |
| Haarweg, Echtz ·                                           | 4. Nov. 2017  | Hier gehängt Franciszek Wysocki Jg. 1909 Zwangsarbeiter verhaftet 1941 'Rassenschande' Öffentlich hingerichtet 18.8.1941                               | Stolpersteine für Walenty Piotrowski und Franciszek Wysocki | Franciszek Wysocki wurde am 3.12.1909 in Glowaczow geboren; er war verheiratet. Franciszek wurde als Zwangsarbeiter in Düren eingesetzt, ihm wurde von den Nazis vorgeworfen, mit einer deutschen Frau ein Kind gezeugt zu haben. Am 18.06.1941 gegen 7:00 Uhr wurde er - im Beisein aller in den umliegenden Gemeinden eingesetzten Zwangsarbeiter in Düren - in Echtz (gemeinsam mit Walenty Piotrowski) wegen Rassenschande durch Erhängen hingerichtet. |
| Hauptstraße 108, Lendersdorf ·                             | 12. Dez. 2011 | Hier wohnte Issak Roer Jg. 1885 deportiert 1941 Richtung Osten ???                                                                                     | Bild gesucht Die Wikipedia wünscht sich an dieser Stelle ein Bild vom Ort mit diesen Koordinaten 50.76552 6.47815 . Motiv: Stolpersteine für Familie Roer Falls du dabei helfen möchtest, erklärt die Anleitung , wie das geht. BW                        | Roer, Isaak geboren am 27. März 1885 in Lendersdorf-Krauthausen / Düren / Rheinprovinz wohnhaft in Lendersdorf-Krauthausen Deportation: 1941, Osttransport Schicksal: für tot erklärt |
| Hauptstraße 108, Lendersdorf ·                             | 12. Dez. 2011 | Hier wohnte Sara Roer geb. Edelstein Jg. 1885 deportiert 1942 Richtung Osten ???                                                                       | | |
| Hauptstraße 108, Lendersdorf ·                             | 12. Dez. 2011 | Hier wohnte Rosa Roer Jg. 1920 deportiert 1942 Richtung Osten ???                                                                                      | | Roer, Rosa geboren am 29. Juli 1920 in Lendersdorf-Krauthausen / Düren / Rheinprovinz wohnhaft in Lendersdorf-Krauthausen Deportation: 1942, Osttransport Schicksal: für tot erklärt |
| Hohenzollernstraße 13, Düren ·                             | 21. Juni 2005 | Hier wohnte Else Leven geb. Samuel Jg. 1908 deportiert 1942 ermordet im Osten                                                                          | Stolperstein für Else Leven | Else Samuel wurde am 04.09.1908 als Tochter von Fedor Samuel und Selma Caspary in Köln geboren. Sie heiratete am 05.06.1932 in Köln Dr. Karl Leven (*07.06.1895), aus der Ehe sind drei Kinder bekannt: Hans Hermann (*30.05.1933), Mirjam Charlotte (*08.12.1935) und Jona (*23.03.1942). Im Jahr 1942 verzog die Familie nach Aachen, von dort aus wurde sie am 15.06.1942 ins Vernichtungslager Sobibor deportiert, wo alle ermordet wurde. |
| Hohenzollernstraße 13, Düren ·                             | 21. Juni 2005 | Hier wohnte Jona Leven Jg. 1942 deportiert 1942 ermordet im Osten                                                                                      | Stolperstein für Jona Leven | Jona Leven wurde am 23.03.1942 in Köln als Sohn von Dr. Karl Leven (*07.06.1895) und Else Leven, geb. Samuel (*04.09.1908) geboren, zwei Geschwister sind bekannt: Hans Hermann (*30.05.1933) und Mirjam Charlotte (*08.12.1935). Im Jahr 1942 verzog die Familie nach Aachen, von dort aus wurde Jona am 15.06.1942 ins Vernichtungslager Sobibor deportiert, wo alle ermordet wurde. |
| Hohenzollernstraße 13, Düren ·                             | 21. Juni 2005 | Hier wohnte Mirjam Charlotte Leven Jg. 1935 deportiert 1942 ermordet im Osten                                                                          | Stolperstein für Mirjam Charlotte Leven | Mirjam Charlotte Leven wurde am 08.12.1935 in Lendersdorf-Krauthausen als Tochter von Dr. Karl Leven (*07.06.1895) und Else Leven, geb. Samuel (*04.09.1908) geboren, zwei Geschwister sind bekannt: Hans Hermann (*30.05.1933) und Jona (*23.03.1942). Im Jahr 1942 verzog die Familie nach Aachen, von dort aus wurde Mirjam Charlotte am 15.06.1942 ins Vernichtungslager Sobibor deportiert, wo alle ermordet wurde. |
| Hohenzollernstraße 13, Düren ·                             | 21. Juni 2005 | Hier wohnte Hans Hermann Leven Jg. 1933 deportiert 1942 ermordet im Osten                                                                              | Stolperstein für Hans Hermann Leven | Hans Hermann Leven wurde am 30.05.1933 in Düren als Sohn von Dr. Karl Leven (*07.06.1895) und Else Leven, geb. Samuel (*04.09.1908) geboren, zwei Geschwister sind bekannt: Jona (*23.03.1942) und Mirjam Charlotte (*08.12.1935). Im Jahr 1942 verzog die Familie nach Aachen, von dort aus wurde Hans Hermann am 15.06.1942 ins Vernichtungslager Sobibor deportiert, wo alle ermordet wurde. |
| Hohenzollernstraße 13, Düren ·                             | 21. Juni 2005 | Hier wohnte Sara Leven geb. Heimann Jg. 1869 deportiert 1942 Theresienstadt ermordet 1942 Treblinka                                                    | Stolperstein für Sara Leven | Sara(h) Heimann wurde am 11.03.1869 in Gürzenich als Tochter von Abraham Heymann und Johanna Gordon geboren, sie heiratete am 12.04.1894 in Rölsdorf Hermann Leven (*11.08.1852 in Düren, †06.09.1929 in Düren), aus der Ehe stammen vier Kinder – bekannt ist: Karl (*07.06.1895). Sara wurde am 25.07.1942 mit dem Transport Transport VII/2, Zug Da 71 ab (strittig) Düsseldorf (oder Aachen) ins Ghetto Theresienstadt verbracht, von dort aus am 21.09.1942 mit dem Transport Bp (Deportationsnummer 1231) ins Vernichtungslager Treblinka deportiert, wo sie ermordet wurde (als Todeszeitraum wird der Oktober 1942 angegeben). |
| Hohenzollernstraße 13, Düren ·                             | 21. Juni 2005 | Hier wohnte Dr. Karl Leven Jg. 1895 deportiert 1942 ermordet im Osten                                                                                  | Stolperstein für Dr. Karl Leven | Dr. Karl Leven wurde am 07.06.1895 als Sohn von Hermann Leven (*11.08.1852 in Düren, †06.09.1929 in Düren) und Sarah Heymann [*11.03.1869) in Düren geboren, er war Facharzt für Säuglings- u. Kinderkrankheiten. Karl heiratete am 05.06.1932 in Köln Else Samuel (*04.09.1908), aus der Ehe sind drei Kinder bekannt: Hans Hermann (*30.05.1933), Mirjam Charlotte (*08.12.1935) und Jona (*23.03.1942). Im Jahr 1942 verzog die Familie nach Aachen, von dort aus wurde er am 15.06.1942 ins Vernichtungslager Sobibor deportiert, am 03.03.1959 wurde er für tot erklärt (strittig: Diese Quelle gibt das Vernichtungslager Treblinka als Todesort an). |
| Holzstraße 42, Düren ·                                     | 15. Dez. 2006 | Hier wohnte Else Löwenstein Jg. | Bild gesucht Die Wikipedia wünscht sich an dieser Stelle ein Bild vom Ort mit diesen Koordinaten 50.87614 6.42198 . Motiv: Stolperstein für Else Löwenstein Falls du dabei helfen möchtest, erklärt die Anleitung , wie das geht. BW                      | Else Coppel wurde am 04.04.1875 in Steele geboren. Else heiratete (wahrscheinlich im Jahr 1906) Hermann Löwenstein (16.11.1875), drei Töchter sind bekannt: Grete (* 1906), Lotte (*1909) und Hilde (*1910). Else und Hermann wurden (wahrscheinlich am 15.06.1942) über Köln ins Ghetto Izbica deportiert, Else wurde zum 08.05.1945 für tot erklärt. |
| Holzstraße 42, Düren ·                                     | 15. Dez. 2006 | Hier wohnte Hermann Löwenstein Jg. | Bild gesucht Die Wikipedia wünscht sich an dieser Stelle ein Bild vom Ort mit diesen Koordinaten 50.87614 6.42198 . Motiv: Stolperstein für Hermann Löwenstein Falls du dabei helfen möchtest, erklärt die Anleitung , wie das geht. BW                   | Hermann Löwenstein wurde am 16.11.1875 als Sohn von Abraham Löwenstein (*1840) und Jenny Löwenstein, geb. Freudenberg (*1849) in Bochum geboren, sechs Geschwister sind bekannt: Rosalie (* 1867), Regina (* 1869), Julius (* 1874), Ida (*04.09.1878), Johanna (*25.12.1876) und Olga (*1883). Hermann heiratete (wahrscheinlich im Jahr 1906) Else Coppel (04.04.1885), drei Töchter sind bekannt: Grete (* 1906), Lotte (*1909) und Hilde (*1910). Else und Hermann wurden (wahrscheinlich am 15.06.1942) über Köln ins Ghetto Izbica deportiert, Hermann ist auf dem Transport verstorben (strittig: Diese Quelle gibt das Ghetto Theresienstadt als Todesort an, als Todesdatum wird hier der 25.06.1942 angegeben). |
| Holzstraße 42, Düren ·                                     | 15. Dez. 2006 | Hier wohnte Johanna Fabisch Jg. | Bild gesucht Die Wikipedia wünscht sich an dieser Stelle ein Bild vom Ort mit diesen Koordinaten 50.87614 6.42198 . Motiv: Stolperstein für Johanna Fabisch Falls du dabei helfen möchtest, erklärt die Anleitung , wie das geht. BW                      | Johanna Löwenstein wurde am 25.12.1875 als Tochter von Abraham Löwenstein (*1840) und Jenny Löwenstein, geb. Freudenberg (*1849) in Bochum geboren, sechs Geschwister sind bekannt: Rosalie (* 1867), Regina (* 1869), Julius (* 1874), Ida (*04.09.1878), Hermann (16.11.1875) und Olga (*1883). Johanna heiratete am 17.07.1899 Berthold Fabisch (*1871, †1935), Kinder sind nicht bekannt. Johanna wurde am 25.07.1942 mit dem Transport VII/2, Nr. 30, von Düsseldorf ins Ghetto Theresienstadt überstellt, weiter am 26.09.1942 mit Transport Br, Nr. 537, nach Treblinka deportiert. Aus diesem Transport hat niemand überlebt (strittig: Diese Quelle spricht von Auschwitz als Todesort). |
| Kämergasse 22, Düren ·                                     | 8. Sep. 2007  | Hier wohnte Alfred Oppenheimer Jg. | Bild gesucht Die Wikipedia wünscht sich an dieser Stelle ein Bild vom Ort mit diesen Koordinaten 50.79959 6.4823 . Motiv: Stolperstein für Alfred Oppenheimer Falls du dabei helfen möchtest, erklärt die Anleitung , wie das geht. BW                    | Alfred Oppenheimer wurde am 02.07.1883 in als Sohn des Ehepaares Jakob Oppenheimer und Karoline Rosenthal in Iserlohn geboren, er heiratete am 27.09.1912 Amalie Stein (*30.12.1883), aus der Ehe ging eine Tochter hervor: Margot (*22.07.1920). Die Familie Oppenheimer wurde im Jahr 1942 ab Düren in den Osten deportiert (lt. yadvashem.org ins KZ Theresienstadt), Amalie wurde am 08.05.1945 für tot erklärt. |
| Kämergasse 22, Düren ·                                     | 8. Sep. 2007  | Hier wohnte Amalie Oppenheimer geb. Stein Jg. | Bild gesucht Die Wikipedia wünscht sich an dieser Stelle ein Bild vom Ort mit diesen Koordinaten 50.79959 6.4823 . Motiv: Stolperstein für Amalie Oppenheimer Falls du dabei helfen möchtest, erklärt die Anleitung , wie das geht. BW                    | Amalie Stein wurde am 30.12.1883 als Tochter des Ehepaares Salomon Stein und Helene Cahn in Düren geboren. Amalie heiratete am 27.09.1912 Alfred Oppenheimer (*02.07.1883), aus der Ehe ging eine Tochter hervor: Margot (*22.07.1920). Die Familie Oppenheimer wurde im Jahr 1942 ab Düren in den Osten deportiert (lt. yadvashem.org ins KZ Theresienstadt), Alfred wurde am 08.05.1945 für tot erklärt. |
| Kämergasse 22, Düren ·                                     | 8. Sep. 2007  | Hier wohnte Margot Oppenheimer Jg. | Bild gesucht Die Wikipedia wünscht sich an dieser Stelle ein Bild vom Ort mit diesen Koordinaten 50.79959 6.4823 . Motiv: Stolperstein für Margot Oppenheimer Falls du dabei helfen möchtest, erklärt die Anleitung , wie das geht. BW                    | Margot Oppenheimer wurde am 27.09.1920 in Lebach als Tochter des Ehepaares Alfred Oppenheimer (*02.07.1883) und Amalie Oppenheimer, geb. Stein (*30.12.1883) geboren. Die Familie Oppenheimer wurde im Jahr 1942 ab Düren in den Osten deportiert (lt. yadvashem.org ins KZ Theresienstadt), Margot wurde am 08.05.1945 für tot erklärt (strittig: U.a. diese Quelle gibt das Ghetto Lemberg aus Todesort an). |
| Kömpchen 6, Birkesdorf ·                                   | 15. Dez. 2006 | Hier wohnte Ludwig Henzig Jg. 1881 Inhaftiert KZ Flossenbürg ermordet 24.1.1944                                                                        | Bild gesucht Die Wikipedia wünscht sich an dieser Stelle ein Bild vom Ort mit diesen Koordinaten 50.8207 6.46387 . Motiv: Stolperstein für Ludwig Henzig Falls du dabei helfen möchtest, erklärt die Anleitung , wie das geht. BW                         | Ludwig Henzig wurde am 07.01.1881 in Simmern geboren. Am 03.09.1944 wurde er – mit sieben weiteren Mitbürgern aus seinem Wohnort Birkesdorf – wegen ihrer „Einstellung zum Nationalsozialismus“ verhaftet und in das Gestapo-Gefängnis nach Aachen verbracht. Von dort aus wurde Ludwig über das Messelager Köln ins KZ Flossenbürg (strittig: Diese Quelle spricht von einer Deportation in das KZ Buchenwald) deportiert, wo er am 24.10.1944 (strittig: Der Stolperstein weißt dem 24.01.1944 als Todestag aus) ermordet wurde. |
| Kölnstraße 111, Düren ·                                    | 18. Okt. 2008 | Hier wohnte Alfons Ullmann Jg. | Bild gesucht Die Wikipedia wünscht sich an dieser Stelle ein Bild vom Ort mit diesen Koordinaten 50.80511 6.49314 . Motiv: Stolperstein für Alfons Ullmann Falls du dabei helfen möchtest, erklärt die Anleitung , wie das geht. BW                       | Alfons Ullmann wurde am 19.10.1874 als Sohn des Ehepaares Suesmann Ullmann und Friederike Levy in Düren geboren. Alfons heiratete Julie Cohnen (*19.11.1890), aus der Ehe gingen drei Kinder hervor: Werner Friedrich (*19.07.1915, †1984 in Buenos Aires), Inge (10.01.1925) und Edith (10.01.1925). Die Familie Ullmann emigrierte im Dezember 1935 nach Holland und wurde am 18.11.1942 in Westerbork interniert. Am 30.03.1943 wurden die Eltern und die Zwillinge von dort aus ins Vernichtungslager Sobibor deportiert, als Todesdatum der Eltern wird der 02.04.1943 angegeben. |
| Kölnstraße 111, Düren ·                                    | 18. Okt. 2008 | Hier wohnte Edith Ullmann Jg. | Bild gesucht Die Wikipedia wünscht sich an dieser Stelle ein Bild vom Ort mit diesen Koordinaten 50.80511 6.49314 . Motiv: Stolperstein für Edith Ullmann Falls du dabei helfen möchtest, erklärt die Anleitung , wie das geht. BW                        | Edith Ullmann wurde am 01.10.1925 als Tochter des Ehepaares Alfons Ullmann (*19.10.1874) und Julie Ullmann, geb. Cohnen (*19.11.1890) in Düren geboren. Edith hatte eine Zwillingsschwester (Inge (*01.10.1925)) und einen Bruder (Werner Friedrich (*19.07.1915 †1984 in Buenos Aires)). Die Familie Ullmann emigrierte im Dezember 1935 nach Holland und wurde am 18.11.1942 in Westerbork interniert. Am 30.03.1943 wurden die Eltern und die Zwillinge von dort ins Vernichtungslager Sobibor deportiert, als Todesdatum der Zwillinge wird der 29.01.1945 angegeben. |
| Kölnstraße 111, Düren ·                                    | 18. Okt. 2008 | Hier wohnte Inge Ullmann Jg. | Bild gesucht Die Wikipedia wünscht sich an dieser Stelle ein Bild vom Ort mit diesen Koordinaten 50.80511 6.49314 . Motiv: Stolperstein für Inge Ullmann Falls du dabei helfen möchtest, erklärt die Anleitung , wie das geht. BW                         | Inge Ullmann wurde am 01.10.1925 als Tochter des Ehepaares Alfons Ullmann (*19.10.1874) und Julie Ullmann, geb. Cohnen (*19.11.1890) in Düren geboren. Inge hatte eine Zwillingsschwester (Edith (*01.10.1925)) und einen Bruder (Werner Friedrich (*19.07.1915 †1984 in Buenos Aires)). Die Familie Ullmann emigrierte im Dezember 1935 nach Holland und wurde am 18.11.1942 in Westerbork interniert. Am 30.03.1943 wurden die Eltern und die Zwillinge von dort ins Vernichtungslager Sobibor deportiert, als Todesdatum der Zwillinge wird der 29.01.1945 angegeben. |
| Kölnstraße 111, Düren ·                                    | 18. Okt. 2008 | Hier wohnte Julie Ullmann Jg. | Bild gesucht Die Wikipedia wünscht sich an dieser Stelle ein Bild vom Ort mit diesen Koordinaten 50.80511 6.49314 . Motiv: Stolperstein für Julie Ullmann Falls du dabei helfen möchtest, erklärt die Anleitung , wie das geht. BW                        | Julie Cohnen wurde am 19.11.1890 als Tochter des Ehepaares Jacob Cohnen und Sara Kaldenbach in Grevenbroich geboren, sie heiratete Alfons Ullmann (*19.10.1874), aus der Ehe gingen drei Kinder hervor: Werner Friedrich (*19.07.1915, †1984 in Buenos Aires), Inge (10.01.1925) und Edith (10.01.1925). Die Familie Ullmann emigrierte im Dezember 1935 nach Holland und wurde am 18.11.1942 in Westerbork interniert. Am 30.03.1943 wurden die Eltern und die Zwillinge von dort ins Vernichtungslager Sobibor deportiert, als Todesdatum der Eltern wird der 02.04.1943 angegeben. |
| Kreuzstraße 47, Düren ·                                    | 8. Sep. 2007  | Hier wohnte Henriette Schwarz geb. Loeb Jg. | Bild gesucht Die Wikipedia wünscht sich an dieser Stelle ein Bild vom Ort mit diesen Koordinaten 50.8065 6.49145 . Motiv: Stolperstein für Henriette Schwarz Falls du dabei helfen möchtest, erklärt die Anleitung , wie das geht. BW                     | Henriette Loeb wurde am 01.01.1875 als Tochter von Aron Loeb und Franziska Abraham in Roisdorf geboren. Sie heiratete am 03.03.1897 in Bornheim Moises Schwarz (*10.06.1873), aus der Ehe stammen fünf Kinder: Lina (*24.05.1905), Frieda (* 1898), Selma (*1899, †16.05.1954 in Amsterdam), Else (*29.06.1900, †26.02.1990 in Düren) und Ida (*1903, †1939 in Düren). Henriette wurde am 25.07.1942 mit dem Transport VII/2 ab Düsseldorf ins KZ Theresienstadt verbracht, am 15.05.1944 mit Transport Dz ins KZ Auschwitz deportiert und dort ermordet. |
| Kreuzstraße 47, Düren ·                                    | 8. Sep. 2007  | Hier wohnte Lina Schwarz-Heumann Jg. | Bild gesucht Die Wikipedia wünscht sich an dieser Stelle ein Bild vom Ort mit diesen Koordinaten 50.8065 6.49145 . Motiv: Stolperstein für Lina Schwarz-Heumann Falls du dabei helfen möchtest, erklärt die Anleitung , wie das geht. BW                  | Lina Schwarz wurde am 24.05.1905 als Tochter von Moises Schwarz und Henriette Schwart, geb. Loeb in Lüxheim geboren, vier Geschwister sind bekannt. Im Jahr 1942 heiratete sie (wahrscheinlich) Kurt Heumann(*24.11.1914), Wohnort war Düren, Kinder sind nicht bekannt. Lina wurde im Jahr 1943 ins KZ Majdanek deportiert und dort ermordet. |
| Kreuzstraße 47, Düren ·                                    | 8. Sep. 2007  | Hier wohnte Moses Schwarz Jg. | Bild gesucht Die Wikipedia wünscht sich an dieser Stelle ein Bild vom Ort mit diesen Koordinaten 50.8065 6.49145 . Motiv: Stolperstein für Moses Schwarz Falls du dabei helfen möchtest, erklärt die Anleitung , wie das geht. BW                         | Mo(i)ses Schwarz wurde am 10.06.1873 als Sohn von Andreas Schwarz und Henriette Schwartz in Lüxheim geboren. Er heiratete am 03.03.1897 in Bornheim Henriette Loeb (*01.01.1875), aus der Ehe stammen fünf Kinder: Lina (*24.05.1905), Frieda (* 1898), Selma (*1899, †16.05.1954 in Amsterdam), Else (*29.06.1900, †26.02.1990 in Düren) und Ida (*1903, †1939 in Düren). Moses wurde am 25.07.1942 mit dem Transport VII/2 ab Düsseldorf ins KZ Theresienstadt verbracht, als Todesdatum wird der 11.02.1943 genannt. |
| Monschauer Straße 217, Rölsdorf ·                          | 12. Dez. 2011 | ??? Roer | Bild gesucht Die Wikipedia wünscht sich an dieser Stelle ein Bild vom Ort mit diesen Koordinaten 50.787 6.46513 . Motiv: Stolperstein für ??? Roer Falls du dabei helfen möchtest, erklärt die Anleitung , wie das geht. BW                               | ??? Roer |
| Monschauer Straße 217, Rölsdorf ·                          | 12. Dez. 2011 | ??? Roer | Bild gesucht Die Wikipedia wünscht sich an dieser Stelle ein Bild vom Ort mit diesen Koordinaten 50.787 6.46513 . Motiv: Stolperstein für ??? Roer Falls du dabei helfen möchtest, erklärt die Anleitung , wie das geht. BW                               | ??? Roer |
| Monschauer Straße 217, Rölsdorf ·                          | 12. Dez. 2011 | ??? Roer | Bild gesucht Die Wikipedia wünscht sich an dieser Stelle ein Bild vom Ort mit diesen Koordinaten 50.787 6.46513 . Motiv: Stolperstein für ??? Roer Falls du dabei helfen möchtest, erklärt die Anleitung , wie das geht. BW                               | ??? Roer |
| Nagelschmiedsgasse 3, Düren ·                              | 8. Sep. 2007  | Hier wohnte Max Moses Oberstein Jg. | Bild gesucht Die Wikipedia wünscht sich an dieser Stelle ein Bild vom Ort mit diesen Koordinaten 50.80063 6.48197 . Motiv: Stolperstein für Max Moses Oberstein Falls du dabei helfen möchtest, erklärt die Anleitung , wie das geht. BW                  | Max Moses Oberstein wurde am 03.03.1887 in Grodno geboren. Er heiratete Anna Katharina Heidemann (*19.04.1904), vier Kinder sind bekannt: Peter (* 1922), Johann (* 1929), Maria (*1931) und Anna Sybilla (*1933). Max Moses wurde am 25.07.1942 mit dem Transport VII/2, Nr. 281, von Düsseldorf ins Ghetto Theresienstadt verbracht, weiter am 25.08.1942 mit Transport Bc, Nr. 931, nach Maly Trostinec deportiert. Dort wurde er für tot erklärt. |
| Oberstraße 27, Düren ·                                     | 6. März 2006  | Hier wohnte Julie Falk Jg. 1872 deportiert 1942 Theresienstadt ermordet in Auschwitz                                                                   | Stolperstein für Julie Falk | Julie Falk wurde am 01.08.1872 als Tochter des Ehepaares Jacob Falk (*1839) und Lisette Loeb (*1846) in Düren geboren, zwei Geschwister sind bekannt: Moritz (*16.06.1875) und Rosa (*27.07.1873). Julie wurde – nach ihrer Internierung im Sammellager Gerstenmühle – am 25.07.1942 mit dem Transport VII/2, Nr. 229, ab Düsseldorf ins Ghetto Theresienstadt überstellt und am 15.05.1944 mit Transport Dz, Nr. 1823, nach Auschwitz deportiert. Hier wurde sie zum 08.05.1945 für tot erklärt. |
| Oberstraße 27, Düren ·                                     | 6. März 2006  | Hier wohnte Moritz Falk Jg. 1875 deportiert 1942 Theresienstadt ermordet 8.5.1944                                                                      | Stolperstein für Moritz Falk | Moritz Falk wurde am 16.06.1875 als Sohn des Ehepaares Jacob Falk (*1839) und Lisette Loeb (*1846) in Düren geboren, zwei Geschwister sind bekannt: Julie (*01.08.1872) und Rosa (*27.07.1873). Moritz wurde – nach seiner Internierung im Sammellager Gerstenmühle – am 25.07.1942 mit dem Transport VII/2, Nr. 230, ab Düsseldorf ins Ghetto Theresienstadt überstellt, als Todestag wird der 08.05.1944 angegeben. |
| Oberstraße 27, Düren ·                                     | 6. März 2006  | Hier wohnte Rosa Falk Jg. 1873 deportiert 1942 Theresienstadt ermordet in Auschwitz                                                                    | Stolperstein für Rosa Falk | Rosa Falk wurde am 27.07.1873 als Tochter des Ehepaares Jacob Falk (*1839) und Lisette Loeb (*1846) in Düren geboren, zwei Geschwister sind bekannt: Moritz (*16.06.1875) und Julie (*01.08.1872). Rosa wurde – nach ihrer Internierung im Sammellager Gerstenmühle – am 25.07.1942 mit dem Transport VII/2, Nr. 231, ab Düsseldorf ins Ghetto Theresienstadt überstellt und am 15.05.1944 mit Transport Dz, Nr. 1824, nach Auschwitz deportiert. Hier wurde sie zum 08.05.1945 für tot erklärt. |
| Philippstraße 9 (früher 25), Düren ·                       | 15. Dez. 2006 | Hier wohnte Karl Thelen Jg. | Bild gesucht Die Wikipedia wünscht sich an dieser Stelle ein Bild vom Ort mit diesen Koordinaten 50.80468 6.47932 . Motiv: Stolperstein für Karl Thelen Falls du dabei helfen möchtest, erklärt die Anleitung , wie das geht. BW                          | Karl Thelen war ein deutscher Zeuge Jehovas und ein Opfer der nationalsozialistischen Kriegsjustiz. |
| Schenkelstraße 22, Düren ·                                 | 21. Juni 2005 | Hier wohnte Anna Horn geb. Neumann Jg. 1879 deportiert 1942 ermordet in Auschwitz                                                                      | Stolperstein für Anna Horn | Anna Neumann wurde am 07.01.1879 in Siegburg geboren. Sie heiratete Bernhard Horn (*20.02.1881), aus der Ehe stammte ein Sohn: Fritz (*08.06.1916). Anna wurde am 25.07.1942 mit Transport VII/2, Nr. 236, von Düsseldorf ins Ghetto Theresienstadt verbracht und am 23.10.1944 mit Transport Et, Nr. 465, nach Auschwitz deportiert, wo sie – zu einem unbekannten Zeitpunkt – verstarb. |
| Schenkelstraße 22, Düren ·                                 | 21. Juni 2005 | Hier wohnte Bernhard Horn Jg. 1881 deportiert 1942 ermordet in Auschwitz                                                                               | Stolperstein für Bernhard Horn | Bernhard Horn wurde am 20.02.1881 in Sinzenich geboren. Er heiratete Anna Neumann (*07.01.1879), aus der Ehe stammte ein Sohn: Fritz (*08.06.1916). Bernhard wurde am 25.07.1942 mit Transport VII/2, Nr. 237, von Düsseldorf ins Ghetto Theresienstadt verbracht und am 23.10.1944 mit Transport Et, Nr. 466, nach Auschwitz deportiert, wo er – zu einem unbekannten Zeitpunkt – verstarb. |
| Schenkelstraße 22, Düren ·                                 | 21. Juni 2005 | Hier wohnte Fritz Horn Jg. 1916 deportiert 1942 ermordet in Auschwitz                                                                                  | Stolperstein für Fritz Horn | Fritz Horn wurde am 08.06.1916 als Sohn des Ehepaares Bernhard Horn (*20.02.1881) und Anna Horn, geb. Neumann (*07.01.1879) in Köln geboren. Fritz emigrierte nach Belgien und Frankreich, wurde vom 10.05.1940 - 15.05.1940 in Belgien inhaftiert. Am 17.08.1942 wurde er ab Drancy nach Auschwitz deportiert, wo er am 17.09.1942 ermordet wurde. |
| Schillingsstraße 152, Gürzenich ·                          | 12. Dez. 2011 | Hier wohnte Siegfried Baum Jg. 1894 deportiert 1942 ermordet in Auschwitz                                                                              | Bild gesucht Die Wikipedia wünscht sich an dieser Stelle ein Bild vom Ort mit diesen Koordinaten 50.79217 6.44315 . Motiv: Stolpersteine für Familie Baum Falls du dabei helfen möchtest, erklärt die Anleitung , wie das geht. BW                        | |
| Schillingsstraße 152, Gürzenich ·                          | 12. Dez. 2011 | Hier wohnte Julia Baum geb. Heumann Jg. 1895 deportiert 1943 ermordet in Auschwitz                                                                     | | Baum, Julia, geborene Heumann, geboren am 27. Dezember 1895 in Gürzenich / Düren / Rheinprovinz wohnhaft in Gürzenich, Inhaftierung: Westerbork, Sammellager Emigration: Niederlande Deportation: ab Mechelen (Malines) - 31. Juli 1943, Auschwitz, Konzentrations- und Vernichtungslager Schicksal: für tot erklärt |
| Schillingsstraße 152, Gürzenich ·                          | 12. Dez. 2011 | Hier wohnte Edith Baum Jg. 1926 ermordet in Auschwitz                                                                                                  | | |
| Schützenstraße 20, Düren ·                                 | 15. Dez. 2006 | Hier wohnte Ester Holländer geb. Daniel Jg. 1880 deportiert 1942 für tot erklärt                                                                       | Stolperstein für Ester Holländer | Ester Daniel wurde am 01.03.1880 aus Tochter des Ehepaares Carl Daniel und Tina Daniel, geb. Kamp in Drove geboren. Sie heiratete Ludwig Holländer (*24.05.1878), zwei Kinder sind bekannt: Hilde (*25.02.1912) und Vera (*05.05.1905). Ester wurde – nach ihrer Internierung im Sammellager Gerstenmühle – am 25.07.1942 über Düsseldorf ins Ghetto Theresienstadt deportiert, wo sie am 08.05.1945 für tot erklärt wurde. |
| Schützenstraße 20, Düren ·                                 | 15. Dez. 2006 | Hier wohnte Ludwig Holländer Jg. 1878 deportiert 1942 für tot erklärt                                                                                  | Stolperstein für Ludwig Holländer | Ludwig Holländer wurde am 24.05.1878 aus Sohn des Ehepaares Meyer Holländer (*1838) und Veronika Holländer, geb. Berg (*1835) in Drove geboren. Er heiratete Ester Daniel (*01.03.1880), zwei Kinder sind bekannt: Hilde (*25.02.1912, †09.04.1995 in Beverly Hills, USA) und Vera (*05.05.1905, †30.09.1986 in New York, USA). Ludwig wurde – nach seiner Internierung im Sammellager Gerstenmühle – am 25.07.1942 mit unbekanntem Ziel deportiert, er wurde für tot erklärt. |
| Steinmaar 1, Gürzenich ·                                   | 28. Mai 2019  | Hier wohnte Abraham Kamp | Bild gesucht Die Wikipedia wünscht sich an dieser Stelle ein Bild vom Ort mit diesen Koordinaten 50.790741 6.441521 . Motiv: Stolpersteine für Familie Kamp Falls du dabei helfen möchtest, erklärt die Anleitung , wie das geht. BW                      | |
| Steinmaar 1, Gürzenich ·                                   | 28. Mai 2019  | Hier wohnte Rosa Kamp | | |
| Steinmaar 1, Gürzenich ·                                   | 28. Mai 2019  | Hier wohnte Erich Joseph Kamp | | |
| Steinmaar 1, Gürzenich ·                                   | 28. Mai 2019  | Hier wohnte Herta Kamp | | |
| Weidenpesch 37, Birkesdorf ·                               | 15. Dez. 2006 | Hier wohnte Bertram Wieland Jg. 1884 Inhaftiert KZ Buchenwald ermordet 15.11.1944                                                                      | Bild gesucht Die Wikipedia wünscht sich an dieser Stelle ein Bild vom Ort mit diesen Koordinaten 50.82473 6.46165 . Motiv: Stolperstein für Bertram Wieland Falls du dabei helfen möchtest, erklärt die Anleitung , wie das geht. BW                      | Bertram Wieland wurde am 24.01.1884 in Birkesdorf geboren, als Beruf wird Schlosser angegeben. Im Jahr 1903 wurde er Mitglied der SPD, in der Novemberrevolution 1918/1919 war er führend im Arbeiter- und Soldatenrat in Düren tätig. Nach einem Wechsel in die USPD trat er 1920/1921 in die KPD ein. Nach einer „Schutzhaft“ (Beginn und Dauer unbekannt) wurde er - mit strengen Auflagen - wieder entlassen. Am 03.09.1944 wurde Bertram - mit sieben anderen Mitbürgern aus seinem Heimatort - verhaftet und in das Gestapo-Gefängnis Aachen verbracht. Über das Messelager Köln wurde er ins KZ Buchenwald deportiert, wo er (im Außenlager Wansleben am See) unter nicht bekannten Umständen ums Leben kam. |
| Weierstraße 15, Düren ·                                    | 8. Sep. 2007  | Hier wohnte Josef Herz Jg. 1879 deportiert 1944 ermordet in Auschwitz                                                                                  | Stolperstein für Josef Herz | Josef Herz wurde am 26.02.1879 als Sohn von Jacob Herz und Sibilla Herz, geb. Kahn in Spellen geboren. Josef heiratete am 14.08.1905 Rosa Loeb (*08.07.1878), zwei Töchter sind bekannt: Grete (*1907) und Ruth (*1909). Josef und Rosa emigrierten nach der Kristallnacht nach Roermond und wurden vom 17.08.1944 - 03.09.1944 in Westerbork interniert. Von dort aus wurden beide am 03.09.1944 ins KZ Auschwitz deportiert, als beider Todestag wird der 06.09.1944 genannt. |
| Weierstraße 15, Düren ·                                    | 8. Sep. 2007  | Hier wohnte Rosa Herz geb. Loeb Jg. 1877 deportiert 1944 ermordet in Auschwitz                                                                         | Stolperstein für Rosa Herz | Rosa Loeb wurde am 08.07.1878 als Tochter von Lazarus Loeb und Johanna Loeb, geb. Benjamin in Darmstadt geboren. Rosa heiratete am 14.08.1905 Josef Herz (*26.02.1879), zwei Töchter sind bekannt: Grete (*1907) und Ruth (*1909). Josef und Rosa emigrierten nach der Kristallnacht nach Roermond und wurden vom 17.08.1944 - 03.09.1944 in Westerbork interniert. Von dort aus wurden beide am 03.09.1944 ins KZ Auschwitz deportiert, als beider Todestag wird der 06.09.1944 genannt. |
| Wilhelmstraße 6, Düren ·                                   | 15. Dez. 2006 | Hier wohnte Ida Löwe geb. Löwenstein Jg. 1878 Flucht Holland deportiert 1943 Auschwitz ermordet 17.9.1943                                              | Stolperstein für Ida Löwe | Ida Löwenstein wurde am 04.09.1878 als Tochter von Abraham Löwenstein (*1840) und Jenny Löwenstein, geb. Freudenberg (*1849) in Bochum geboren, sechs Geschwister sind bekannt: Rosalie (* 1867), Regina (* 1869), Julius (* 1874), Hermann (*16.11.1875), Johanna (*25.12.1876) und Olga (*1883). Ida heiratete am 20.01.1902 Leo Löwe (* 1871), drei Kinder sind bekannt: Ernst (* 1903), Fritz (*1905) und Gertrud (*1908). Ida emigrierte am 07.04.1939 nach Holland und wurde vom 13.02.1942 - 14.09.1943 in Westerbork interniert. Von dort aus wurde sie am 14.09.1943 ins KZ Auschwitz deportiert, als Todesdatum wird der 17.09.1943 angegeben. |
| Wirteltorplatz 2, Düren ·                                  | 6. März 2006  | Hier wohnte Berthold Bender Jg. 1876 deportiert Richtung Osten ermordet                                                                                | Stolperstein für Berthold Bender | Berthold Bender wurde am 15.04.1876 als Sohn des Ehepaares Jacob bender und Bertha Bender, geb. Heymann in Trier geboren. Er heiratete Clementine Marx (*30.11.1884), ein Kind ist bekannt: Karl (*23.08.1907, 1933 nach Palästina emigriert). Berthold wurde – nach seiner Internierung im Sammellager Gerstenmühle – ab Köln (über einen weiteren, unbekannten Ort) ins KZ Majdanek bei Lublin deportiert, wo er am 22.03.1942 ermordet wurde (strittig: Diese Quelle gibt das Ghetto Lublin als Todesort an. |
| Wirteltorplatz 2, Düren ·                                  | 6. März 2006  | Hier wohnte Clementine Bender geb. Marx Jg. 1884 deportiert Richtung Osten ermordet                                                                    | Stolperstein für Clementine Bender | Clementine Marx wurde am 30.11.1884 aus Tochter des Ehepaares Isaak Marx und Auguste Marx, geb. Treidel (*1850) in Euskirchen geboren, sie heiratete Berthold Bender (*15.04.1876), ein Kind ist bekannt: Karl (*23.08.1907). Clementine wurde am 07.12.1941 ab Köln ins Ghetto Riga verbracht, weiter ins KZ Majdanek bei Lublin deportiert, wo sie im Jahr 1942 ermordet wurde (strittig: Diese Quelle gibt das Ghetto Lublin als Todesort an. |
| Wirteltorplatz 2, Düren ·                                  | 6. März 2006  | Hier wohnte Auguste Marx geb. Treidel Jg. 1850 deportiert Theresienstadt ermordet 8.8.1942                                                             | Stolperstein für Auguste Marx | Auguste Treidel wurde am 08.11.1850 als Tochter von Moses Treidel in Mayen geboren. Sie heiratete Isaak Marx (†1926), fünf Kinder sind bekannt: Karl *(*20.07.1881), Moritz (* 1882), Clementine (*30.11.1884), Rudolf (*1886) und Hugo (*1891). Auguste wurde – nach seiner Internierung im Sammellager Gerstenmühle – am 25.07.1942 mit dem Transport VII/2, Nr. 242, von Düsseldorf ins Ghetto Theresienstadt deportiert, wo sie am 08.08.1942 ermordet wurde. |
| Wirteltorplatz 2, Düren ·                                  | 6. März 2006  | Hier wohnte Dr. Karl Marx Jg. 1881 Freitod 16.3.1940                                                                                                   | Stolperstein für Dr. Karl Marx | Dr. Karl Marx wurde am 20.07.1881 aus Sohn des Ehepaares Isaak Marx und Auguste Marx, geb. Treidel (*1850) in Euskirchen geboren. Am 16.03.1940 wählte er den Freitod als letztes Mittel. |
| Wirteltorplatz 10, Düren ·                                 | 6. März 2006  | Hier wohnte Emilie Breschinski geb. Orenstein Jg. 1885 deportiert 1942 Richtung Osten ermordet                                                         | Stolperstein für Emilie Breschinski | Emilie Orenstein wurde am 26.08.1885 in Radzymin geboren, sie heiratete Bernhard Breschinski (*unbekannt, †16.09.1946 in Chile), ein Kind ist bekannt: Rosa (*1921). Emilie wurde nach ihrer Internierung im Sammellager Gerstenmühle im Jahr 1941 in den Osten deportiert, wo sie verschollen ist. |